# Las Rąbiński
Las Rąbiński (niem. Rombiner Wald) – kompleks leśny w województwie wielkopolskim, położony na terenie dwóch gmin i powiatów: kościańskiego (gmina Krzywiń) oraz śremskiego (gmina Śrem). Według podziału fizycznogeograficznego obszar ten stanowi część Pojezierza Krzywińskiego. Wzdłuż północno-wschodniej granicy lasu ciągnie się natomiast Równina Kościańska (pod Błociszewem) oraz Kotlina Śremska w okolicy wsi Gaj. W strukturze organizacyjnej Lasów Państwowych terenem tym, mniej więcej po połowie, zarządzają: nadleśnictwo Kościan i nadleśnictwo Konstantynowo. W całości zaś obszar lasu objęty jest ochroną przez Park Krajobrazowy im. gen. Dezyderego Chłapowskiego.
Las Rąbiński jest siedliskiem wielu gatunków z rodziny żabowatych, w tym: żab brunatnych i zielonych. Występuje tutaj również: ropucha szara, grzebiuszka ziemna, rzekotka drzewna, kumak nizinny, a także traszka grzebieniasta; las stanowi ważne miejsce dla rozrodu tych płazów. W drzewostanie dominuje tutaj modrzew oraz sosna.

## Komunikacja
Las przecinają drogi powiatu śremskiego, z których najważniejsza oznaczona jest numerem 4069 (Pucołowo – Kadzewo). Pozostałe są natomiast głównie drogami gruntowymi, np. z Barbarek do Dalewa, bądź też stanowią szlaki rowerowe. Przez las wiedzie ponadto pielgrzymia Wielkopolska Droga św. Jakuba, na krótkim jej odcinku z Błociszewa do Rąbinia. Jedna z jego ulic (ul. Gajowa) prowadzi z kolei do stojącego w lesie domu borowego, by dalej połączyć się z drogą nr 4069 pod Wyrzeką, do której dojechać można jeszcze w inny sposób – również przez rąbiński las, jednak krótszą tzw. wyrzecką drogą. Obie te trasy nie są pokryte asfaltem.
- EuroVelo 9
  - oznakowanie: 
  - odcinek: Błociszewo – Rąbiń
  - długość: 5 km
- Śladami Józefa Wybickiego
  - oznakowanie: 
  - odcinek: Nochowo – Błociszewo
  - długość: 6 km
- Księdza Piotra Wawrzyniaka
  - oznakowanie: 
  - odcinek: Dalewo – Wyrzeka
  - długość: 7 km

## Kaplica leśna
W głębi rąbińskiego lasu na murowanych fundamentach stoi niewielka drewniana kaplica, zbudowana w stylu zakopiańskim dla upamiętnienia tragicznego w skutkach polowania z 15 stycznia 1909. Jej fundatorem był przedstawiciel rodu Chłapowskich, Zygmunt (z Turwi), który nieumyślnie postrzelił biorącego udział w polowaniu Kazimierza Mańkowskiego z Brodnicy; ten zmarł wkrótce potem na skutek odniesionych ran. Kaplica pw. św. Kazimierza została poświęcona 15 stycznia 1910 roku. 
Zbudowana na kamiennej podmurówce kaplica ma konstrukcję zrębową i wystające ostatki. Dach pierwotnie był przykryty gontem, zaś po odrestaurowaniu w 1989 został pokryty dachówką. W bocznych ścianach znajdują się dwa okna. 
Od kilku lat w dniu 3 maja odbywają się w tym miejscu nabożeństwa z udziałem przedstawicieli władz lokalnych.